# Casa Grande (film)
Casa Grande è un film del 2014 diretto da Fellipe Barbosa.

## Produzione
Il film ha iniziato lo sviluppo quasi un decennio prima dell'inizio della produzione. L'idea del film è stata selezionata e premiata al Sundance Film Screening and Directing Laboratory del 2008. Il cast del film è composto da attori e non attori. Alcuni studenti di un college di Rio de Janeiro hanno partecipato alle riprese con il team degli attori della produzione. Le riprese si sono svolte interamente a Rio de Janeiro e la scuola dove lo stesso regista ha studiato è stata utilizzata come location.

## Riconoscimenti
- 2014 - CPH PIX
  - New Talent Grand PIX - Honorable Mention
  - Nomination New Talent Grand PIX

- 2014 - Festival de Cinema Luso-Brasileiro de Santa Maria da Feira
  - Premio della Giuria al miglior film rivelazione

- 2014 - Janela do Recife International Film Festival
  - Miglior montaggio
  - Nomination Miglior film

- 2014 - Jeonju Film Festival
  - Nomination Grand Prize

- 2014 - Munich Film Festival
  - Nomination Miglior film di un regista esordiente

- 2014 - Paulínia Film Festival
  - Miglior attore non protagonista a Marcello Novaes
  - Miglior attrice non protagonista a Clarissa Pinheiro
  - Miglior sceneggiatura
  - Premio speciale della Giuria

- 2014 - Festival internazionale del cinema di Rio de Janeiro
  - Miglior film

- 2014 - Rotterdam International Film Festival
  - Nomination Tiger Award

- 2014 - Festival internazionale del cinema di San Sebastián
  - Nomination Horizons Award

- 2014 - São Paulo International Film Festival
  - Abbracine Prize

- 2014 - Taipei Film Festival
  - Nomination International New Talent Competition - Grand Prize

- 2014 - Toulouse Latin America Film Festival
  - Audience Award
  - FIPRESCI Prize for First Feature Film
  - Nomination French Critics' Discovery Award al miglior film

- 2016 - Cinema Brazil Grand Prize
  - Nomination Miglior film
  - Nomination Miglior attrice non protagonista a Georgiana Góes
  - Nomination Miglior regista
  - Nomination Miglior attore non protagonista a Marcello Novaes
  - Nomination Miglior sceneggiatura originale
  - Nomination Best Art Direction
  - Nomination Migliori costumi
  - Nomination Miglior trucco
  - Nomination Miglior suono
  - Nomination Miglior colonna sonora originale

- 2016 - Prêmio Guarani
  - Nomination Miglior film
  - Nomination Miglior regista
  - Nomination Miglior attore non protagonista a Marcello Novaes
  - Nomination Miglior sceneggiatura originale
  - Nomination Miglior cast
  - Nomination Miglior attore esordiente a Thales Cavalcanti

- 2016 - São Paulo Association of Art Critics Awards
  - Miglior sceneggiatura